# 銀絲寶螺
銀絲寶螺（学名：Cypraea clandestina）为寶螺科寶螺屬下的一个种。